# Bedtime Story
«Bedtime Story» (Сказка на ночь) — заглавная песня американской певицы Мадонны с её альбома 1994 года «Bedtime Stories», выпущенная синглом в апреле 1995. Песня написана Нелли Хупером, Бьорк и Марьюсом ДеВрисом.

## О песне
«Bedtime Story» представляет собой плод совместной работы Мадонны и исландской певицы Бьорк. Будучи поклонницей творчества Бьорк, Мадонна желала привлечь её к работе над своим альбомом, однако исландская певица поначалу отказалась от сотрудничества. Тем не менее, продюсеру альбома «Bedtime Stories» Нелли Хуперу (который также работал с Бьорк) удалось уговорить Бьорк написать песню для Мадонны.
«Bedtime Story» сильно выбивается как из общей стилистики альбома «Bedtime Stories», так и из прочих работ Мадонны. Достаточно условно песню относят к танцевальному жанру, ведь, несмотря на использование ритмов транса, под неё достаточно тяжело танцевать. Текст песни также нетипичен для Мадонны: он предлагает слушателю погрузиться внутрь себя, в мир подсознания, хотя певица всегда была ценительницей физических удовольствий и материальной культуры. Мелодия песни явно контрастировала с R&B звучанием альбома, в первых же нотах слышится звучание, характерное для соавтора песни — Бьорк. Резкое отличие от предыдущих работ Мадонны привело сингл к полному провалу на рынке США: он стал первой работой певицы, не попавшей в Топ-40 национального чарта. Однако на британском и австралийском рынках сингл сумел-таки попасть в ведущую десятку.
Значимость «Bedtime Story» в карьере Мадонны состоит в том, что именно эта композиция стала первым шагом в сторону новой танцевальной культуры, зарождающейся в мире. Именно эта песня послужила той точкой, с которой постепенно стало меняться мировоззрение поп-иконы, что в итоге вылилось в один из лучших её альбомов «Ray of Light», а начатый им путь продолжился и в последующих альбомах певицы.
Песня была исполнена во время церемонии вручения наград «Brit Awards», прошедшей в 1995 году в Лондоне, где Мадонна предстала в образе Леди Годивы. В первом с тех пор гастрольном турне — «Drowned World Tour», прошедшем в 2001 году — певица не исполнила «Bedtime Story», однако в следующем — «Re-Invention World Tour» 2004 года — композиция была представлена как интерлюдия перед исполнением «Nothing Fails».

## Музыкальное видео
Как и сама композиция, видео на неё стало одним из самых экспериментальных и рискованных в карьере Мадонны. Оно позиционировалось как самое дорогостоящее видео того времени, чей бюджет составил сумму около 5 миллионов долларов. Режиссёр клипа Марк Романек поместил спящую Мадонну в футуристический интерьер, остальные же кадры представляют собой калейдоскоп сновидений певицы, ирреальных видов её подсознания: она предстаёт парящей в воздухе и дающей жизнь стае голубей, парящей в космосе, её лицо изображается на сторонах парящего куба, на зеркалах. Многие фразы песни предстают высеченными на камне арабской вязью, написанными на плите под водой. В конце клипа на лице Мадонны рот и глаза поменяли свои места, что явно навеяно живописью знаменитой и любимой Мадонной мексиканской художницы Фриды Кало.
Также в этом видео очень много прямых отсылок к фильму советского режиссёра Сергея Параджанова «Цвет граната». В двух кадрах видеоклипа использованы аллюзии на сцены из фильмов режиссёра Андрея Тарковского — «Сталкер» (девочка, двигающая стакан силой взгляда) и «Ностальгия» («рождение» голубей из статуи Девы Марии).
В 2004 году для турне «Re-Invention World Tour» режиссёром Даго Гонсалесом (Dago Gonzalez) было снято новое видео на песню.

## Список композиций на сингле

### Европейский сингл на кассете и на CD
1. «Bedtime Story» (Album Edit)
2. «Bedtime Story» (Junior’s Single Mix)

### Европейский сингл на CD
1. «Bedtime Story» (Album Edit)
2. «Bedtime Story» (Junior’s Wet Dream Mix)
3. «Bedtime Story» (Junior’s Dream Drum Dub)
4. «Bedtime Story» (Orbital Mix)
5. «Bedtime Story» (Junior’s Sound Factory Mix)

### Британский сингл на CD (лимитированное издание)
CD 1
1. «Bedtime Story» (Junior’s Single Mix)
2. «Secret» (Allstar Mix)
3. «Secret» (Some Bizarre Mix)
4. «Secret» (Some Bizarre Single Mix)
CD 2
1. «Bedtime Story» (Album Edit)
2. «Bedtime Story» (Junior’s Wet Dream Mix)
3. «Bedtime Story» (Junior’s Dream Drum Dub)
4. «Bedtime Story» (Orbital Mix)
5. «Bedtime Story» (Junior’s Sound Factory Mix)

### Британский сингл на 12-дюймовом диске (лимитированное издание)
- «Сторона 1»

1. «Bedtime Story» (Junior’s Sound Factory Mix)
2. «Bedtime Story» (Junior’s Sound Factory Dub)
- «Сторона 2»

1. «Bedtime Story» (Junior’s Wet Dream Mix)
2. «Bedtime Story» (Orbital Mix)

### Европейский сингл на 12-дюймовом диске
- «Сторона 1»

1. «Bedtime Story» (Junior’s Sound Factory Mix)
2. «Bedtime Story» (Junior’s Sound Factory Dub)
- «Сторона 2»

1. «Bedtime Story» (Junior’s Wet Dream Mix)
2. «Bedtime Story» (Orbital Mix)

### Американский сингл на кассете и на CD
1. «Bedtime Story» (Album Edit)
2. «Survival» (Album Version)

### Американский макси-сингл на CD
1. «Bedtime Story» (Album Edit)
2. «Bedtime Story» (Junior’s Wet Dream Mix)
3. «Bedtime Story» (Junior’s Dreamy Drum Dub)
4. «Survival» (Album Version)
5. «Bedtime Story» (Orbital Mix)
6. «Bedtime Story» (Junior’s Sound Factory Mix)
7. «Bedtime Story» (Junior’s Single Mix)

## Позиция в чартах
| Год  | Сингл           | Чарт                                         | Позиция |
| ---- | --------------- | -------------------------------------------- | ------- |
| 1995 | «Bedtime Story» | Великобритания                               | #4      |
| 1995 | «Bedtime Story» | Австралия                                    | #5      |
| 1995 | «Bedtime Story» | Billboard Hot 100                            | #42     |
| 1995 | «Bedtime Story» | Billboard Hot Dance Music/Club Play          | #1      |
| 1995 | «Bedtime Story» | Billboard Hot Dance Music/Maxi-Singles Sales | #3      |
| 1995 | «Bedtime Story» | Billboard Rhythmic Top 40                    | #40     |
| 1995 | «Bedtime Story» | Billboard Top 40 Mainstream                  | #38     |